# Nam Minh, Quý Dương
Nam Minh (chữ Hán giản thể: 南明区, bính âm: Nánmíng Qū, âm Hán Việt: Nam Minh khu) là một quận thuộc địa cấp thị Quý Dương, tỉnh Quý Châu, Cộng hòa Nhân dân Trung Hoa. Quận này có diện tích 89,18 km², dân số năm 2002 là 500.700 người, trong đó người dân tộc thiểu số là 3,05 vạn, dân số phi nông nghiệp là 47,41 vạn. Về mặt hành chính, quận này được chia thành 15 nhai đạo biện sự xứ, 2 hương. Tổng cộng có 11 ủy ban thôn, 136 ủy ban xã khu cư.